# Les arts volant
Les arts volant és un programa itinerant de representacions d'òpera de l'Àrea de Cultura de la Diputació de València i el Palau de les Arts de la Ciutat de les Arts i les Ciències.
El projecte consisteix en representacions operístiques realitzades a diferents espais oberts de diferents localitats de les comarques de València i diferents barris de la capital. La primera de les representacions fou Bastià i Bastiana, de Mozart, que va estrenar-se en una representació a Càrcer el 7 de juliol de 2017. Després d'una desena de representacions a diferents localitats, en setembre del mateix any es varen realitzar representacions als barris de Benimaclet, la Malva-rosa, la Xerea i Patraix a la Ciutat de València.